# Yester House

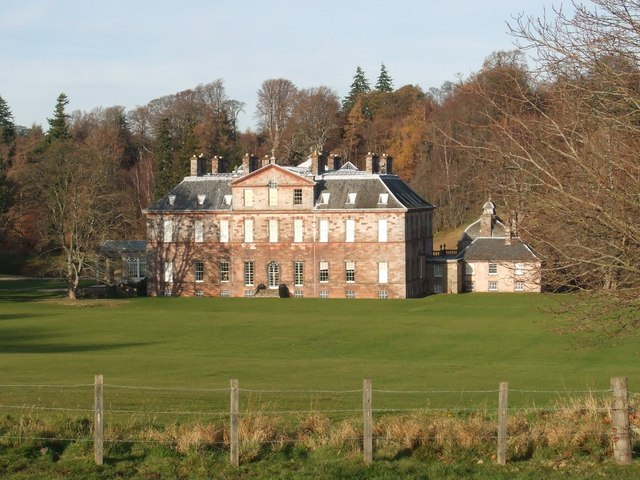
Yester House

Yester House ist ein Herrenhaus nahe der schottischen Ortschaft Gifford in der Council Area East Lothian. 1971 wurde das Gebäude in die schottischen Denkmallisten in der höchsten Kategorie A aufgenommen. Des Weiteren sind zugehörige Bauwerke eigenständig als Denkmäler eingetragen. So sind sowohl die Torzufahrt als auch die St Bothan’s Chapel und der Danskine Gateway als Kategorie-A-Bauwerke klassifiziert. Eine Brücke, das Gärtnerhaus sowie die Stallungen sind als Kategorie-B-Bauwerke eingestuft. Alle Bauwerke zusammen bilden zudem ein Denkmalensemble der Kategorie A. Zuletzt wurde das Anwesen in das Register schottischer Landschaftsgärten aufgenommen.

## Geschichte

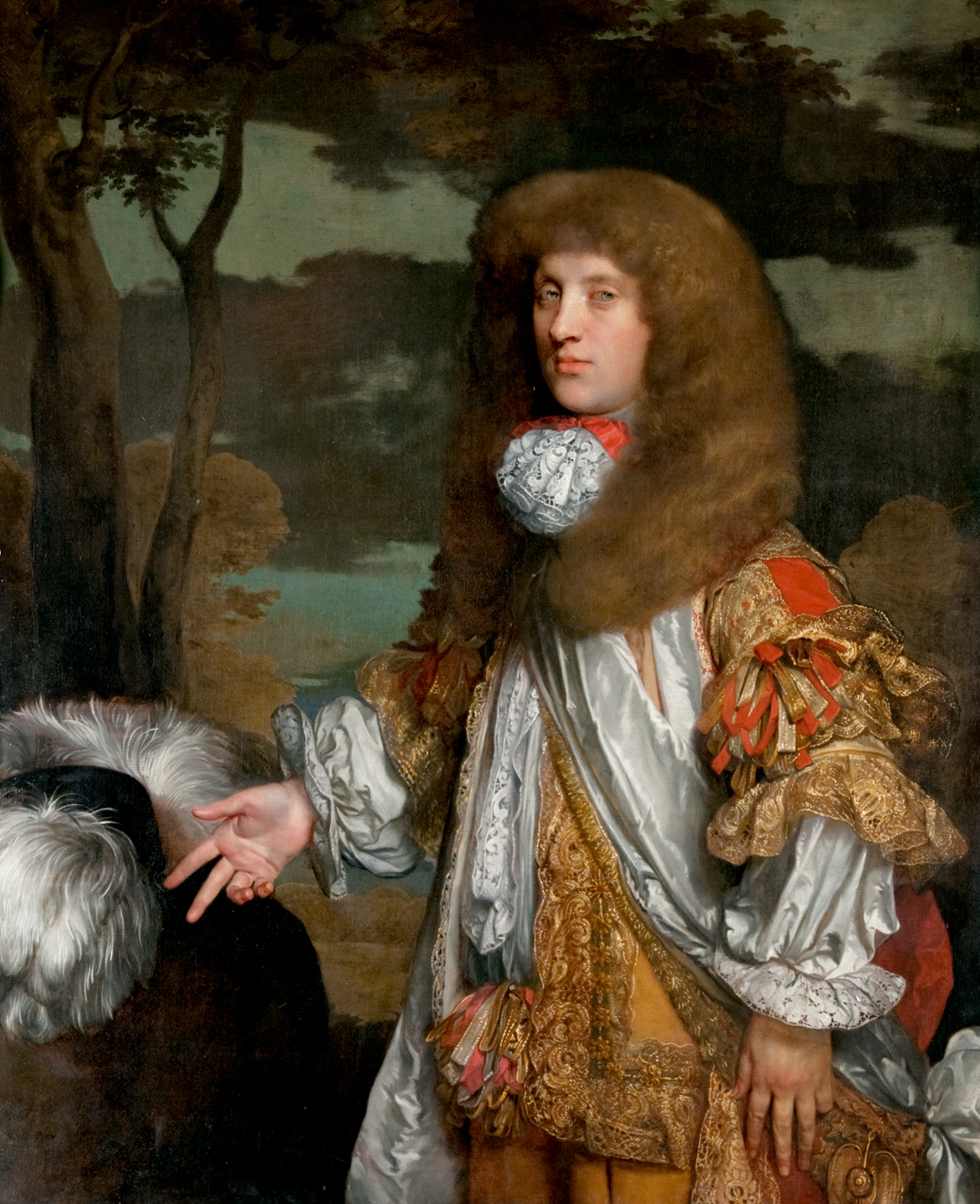
John Hay, 2. Marquess of Tweeddale

Im 13. Jahrhundert erhielt Baron Hugh de Giffard (auch Hugo de Gifford) die Ländereien von Yester. Sie verblieben bis Mitte des 20. Jahrhunderts im Besitz seiner Nachfahren. Im späten 13. Jahrhundert wurde Yester Castle errichtet, das heute noch in Fragmenten erhalten ist. Zwei Jahrhunderte später wurde in der Nähe des Dorfes Yester die St Bothan’s Chapel hinzugefügt. Yester wurde in den 1700er Jahren verlegt, wodurch das heutige Gifford entstand. Durch Heirat verquickte sich die Geschichte der Ländereien mit dem politisch einflussreichen Clan Hay.
John Hay, 1. Earl of Tweeddale erwog im 17. Jahrhundert die Errichtung eines Herrenhauses. Sein Nachfolger John Hay, 1. Marquess of Tweeddale begann ab Mitte des 17. Jahrhunderts mit der Anlage eines Landschaftsparks. Die Bauarbeiten zu Yester House begannen schließlich unter John Hay, 2. Marquess of Tweeddale im Jahre 1699. Als Ingenieure fungierten James Smith und Alexander McGill. Zunächst wurden Gebäude in der Peripherie errichtet und das Hauptgebäude folgte zuletzt. Die Bauarbeiten schritten nur langsam voran und zogen sich schließlich bis 1728 hin. Nach Fertigstellung veranlasste John Hay, 4. Marquess of Tweeddale bald eine Überarbeitung von Yester House. Hierzu wurde der bedeutende schottische Architekt William Adam engagiert. Ende der 1780er Jahre wurden William Adams Söhne John und Robert mit weiteren Umgestaltungen betraut. Mit der Verlegung des Eingangsbereichs an die Westseite im Zusammenhang mit der Anpassung des Innenraums erfolgte 1830 die letzte signifikante Bauphase. William George Montagu Hay, 11. Marquess of Tweeddale ließ Yester House in den 1920er Jahren modernisieren. Nach seinem Ableben im Jahre 1967 wurde das Anwesen verkauft.
Der Komponist Gian Carlo Menotti erwarb Yester House in den 1970er Jahren. Nach seinem Tod im Jahre 2007 wurde es zum Verkauf angeboten. Der Preis von 12 bis 15 Millionen Pfund wurde, nachdem sich kein Käufer fand, zwei Jahre später auf 8 Millionen Pfund reduziert, jedoch wurde hierbei ein Waldstück aus dem Anwesen ausgegliedert. Es wurde schließlich zu einer nicht veröffentlichten Summe an Gareth und Nicola Wood veräußert.

## Beschreibung
Yester House liegt inmitten eines weitläufigen Grundstücks rund einen Kilometer südöstlich von Gifford. Das zweistöckige Herrenhaus ist klassizistisch gestaltet. Das Mauerwerk besteht aus Sandstein. Die Nordseite war einst die Frontseite. Sie ist neun Achsen weit und schließt mit einem Dreiecksgiebel ab. Der drei Achsen weite Mittelrisalit ist mit Rundbogenfenstern und kolossalen Pilastern gearbeitet. Die Südseite ist ähnlich, jedoch schlichter gestaltet. Mittig führt ein Rundbogenportal ins Innere. Der heutige Eingangsbereich an der Westseite ist mit Porte-cochère mit schlichter Wappenplatte im Tympanum gestaltet. Yester House schließt mit einem schiefergedeckten Plattformdach ab. Von der Nordostkante geht ein zweistöckiger Pavillon ab.

## Danskine Gateway
Der Danskine Gateway ist eine Torzufahrt zu Yester House. Diese liegt rund zwei Kilometer westlich des Herrenhauses und wurde wahrscheinlich im frühen 18. Jahrhundert erbaut. Die Torpfeiler weisen einen quadratischen Grundriss auf. Auf den schlichten rustizierten Pfeilern sitzt ein Kranzgesims auf. Sie schließen mit Stufenpyramiden, auf denen Kugeln sitzen. Das schmiedeeiserne, zweiflüglige Tor ist mit Kronen gestaltet.

## Torzufahrt

Torzufahrt zu Yester House

Die Torzufahrt markiert den westlichen Zufahrtsweg zu Yester House. Sie liegt rund einen Kilometer nordwestlich des Herrenhauses und wurde zwischen 1753 und 1760 nach einem Entwurf von Robert Adam erbaut. Das Bauwerk besteht aus einem Paar identischer Wohngebäude, zwischen denen hohe Pfeiler aufragen. Diese bestehen aus rotem Sandstein und überragen die Lodges. Sie sind mit ionischen Pfeilern verziert. Die schmiedeeisernen Tore sind mit Initialen und Krone gearbeitet. Die Tore der flankierenden Fußgängerwege sind schlichter gestaltet. Darüber verläuft eine Balustrade, welche die Pfeiler mit den Lodges verbindet. Die klassizistischen Lodges sind einstöckig und schließen mit schiefergedeckten Walmdächern ab.

## St Bothan’s Chapel

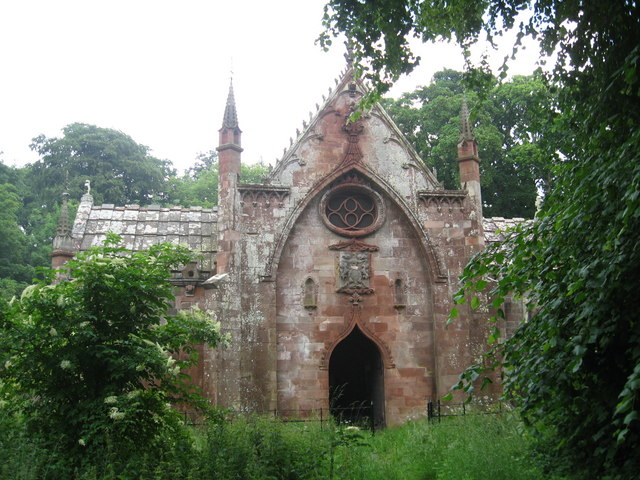
St Bothan’s Chapel

Die St Bothan’s Chapel geht auf eine Pfarrkirche aus dem Jahre 1241 zurück. Diese wurde ab 1421 als Stiftskirche genutzt und nach Fertigstellung der Yester Parish Church im Jahre 1710 obsolet. Weite Teile dieses Gebäudes wurden in den 1750er Jahren abgebrochen und zu der heutigen St Bothan’s Chapel, eine Kapelle mit Mausoleum, umgebaut. Das Sandsteinbauwerk vereint Elemente der Gotik und des Rokoko. Für den Entwurf zeichnen Robert und John Adam verantwortlich.

## Brücke
Die Brücke führt einen Zufahrtsweg zu Yester House über das Gifford Water. Sie befindet sich rund 200 m westlich des Herrenhauses. Es handelt sich um eine einbogige Bogenbrücke mit auskragendem Gesimse mit geschwungenen Seiten. Dort schließt sie mit aufsitzenden Obelisken. Die klassizistische Gestaltung weist Ähnlichkeiten mit William Adams Entwurf der General Wade’s Bridge in Aberfeldy auf.

## Gärtnerhaus
Das 400 m westlich des Herrenhauses gelegene Gärtnerhaus wurde möglicherweise um 1725 durch William Adam erbaut und später überarbeitet. Das zweistöckige Sandsteingebäude grenzt direkt an die Gärten an. Die drei Achsen weite Frontseite ist mit Mittelrisalit gestaltet. Die Eingangstüre schließt mit einem Kämpferfenster ab. Das Walmdach ist mit grauem Schiefer eingedeckt. Auf beiden Seiten gehen Wirtschaftsgebäude ab.

## Stallungen
Die klassizistischen Stallungen mit tudorgotischen Details liegen nahe dem Gärtnerhaus. Sie wurden um 1825 erbaut, wobei Fragmente eines Vorgängerbauwerks integriert wurden. An der Frontseite wurde rosafarbener Sandstein verwendet, während das restliche Gebäude aus rotem besteht. Das rechteckige Gebäude umschließt einen Innenhof. Heute sind die Stallungen nur noch als Ruine erhalten, weshalb das Gebäude 2008 in das Register gefährdeter denkmalgeschützter Bauwerke in Schottland aufgenommen wurde. Sein Zustand wird als kritisch eingestuft.

## Persönlichkeiten
- William Hay, 10. Marquess of Tweeddale (1826–1911), Peer und Politiker, hier geboren